# Great Dorset Steam Fair

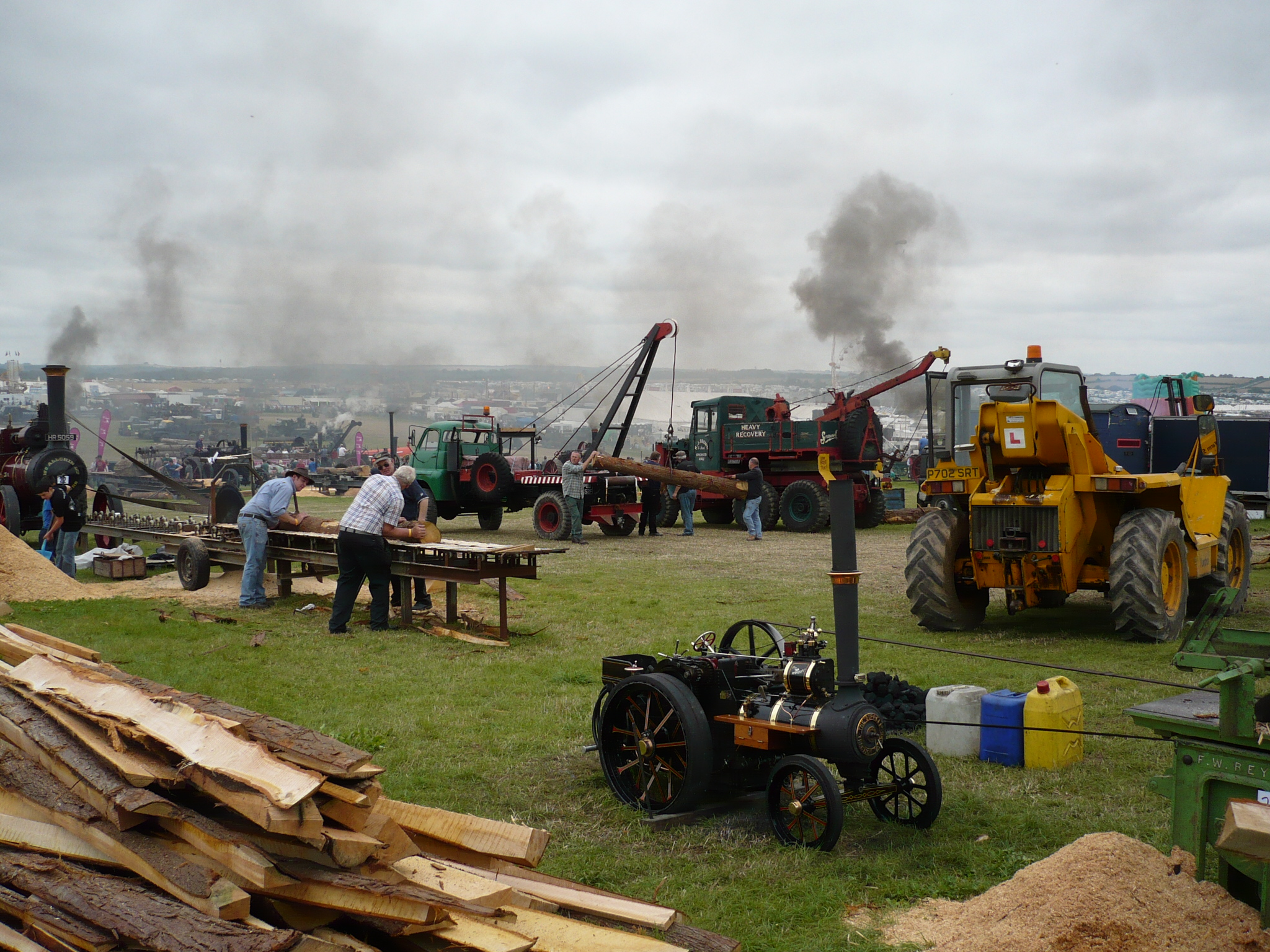
Vorführungen zum Holzsägen

Die Great Dorset Steam Fair war ein jährlich Ende August stattfindendes fünftägiges Dampftreffen in Dorset, England, also eine Ausstellung, deren Schwerpunkt auf dampfgetriebenen Fahrzeugen und Maschinen liegt.
Die Veranstaltung wird seit 1968 abgehalten, zurzeit in Tarrant Hinton in der Nähe von Blandford Forum, Dorset.
Die Steam Fair findet auf einer ansonsten landwirtschaftlich genutzten Fläche von ca. 250 ha statt und wird im Laufe der fünf Veranstaltungstage laut Veranstalter von ca. 200.000 Menschen besucht.

## Attraktionen
Typische Ausstellungsstücke sind Zugmaschinen mit Dampfantrieb (Dampftraktoren), Dampfwalzen, Lokomobilen und Dampfwagen.
Eine besondere Attraktion sind die sogenannten Showman’s Engines, die von Schaustellern ab der zweiten Hälfte des 19. Jahrhunderts genutzt wurden, um über fest in den Maschinen eingebaute Generatoren ihre Karussells oder Jahrmarktsorgeln mit Strom zu versorgen und auch die Geräte von Ort zu Ort zu transportieren. Bei der Great Dorset Steam Fair werden etwa sechzig solcher Maschinen, hauptsächlich hergestellt durch Charles Burrell & Sons, im laufenden Betrieb vorgeführt.
Weiterhin werden historische Landmaschinen, Lastkraftwagen, Motorräder, Fahrräder, Autos und Traktoren ausgestellt. Eine weitere Abteilung zeigt alte Standmotoren verschiedener Hersteller mit den entsprechenden Zusatzgeräten. Der größte Teil der Ausstellungsfläche wird von einem Jahrmarkt belegt, der sich aus historischen und aktuellen Geräten und Verkaufsständen zusammensetzt. Ergänzt wird die Messe durch unterschiedliche Flohmarkt-Stände und einen Vergnügungspark mit diversen Fahrgeschäften, teilweise auch historisch.
In unterschiedlichen Demonstrationen werden die Exponate eingesetzt, zum Beispiel zum Pflügen, Dreschen, Sägen und zum Straßenbau. Am Hang eines Hügels werden während der Messe Dampfmaschinen und historische LKW beim Schleppen schwerer Lasten vorgeführt. Eine weitere Hügelfläche wird für Vorführungen zum Dampfpflügen genutzt.

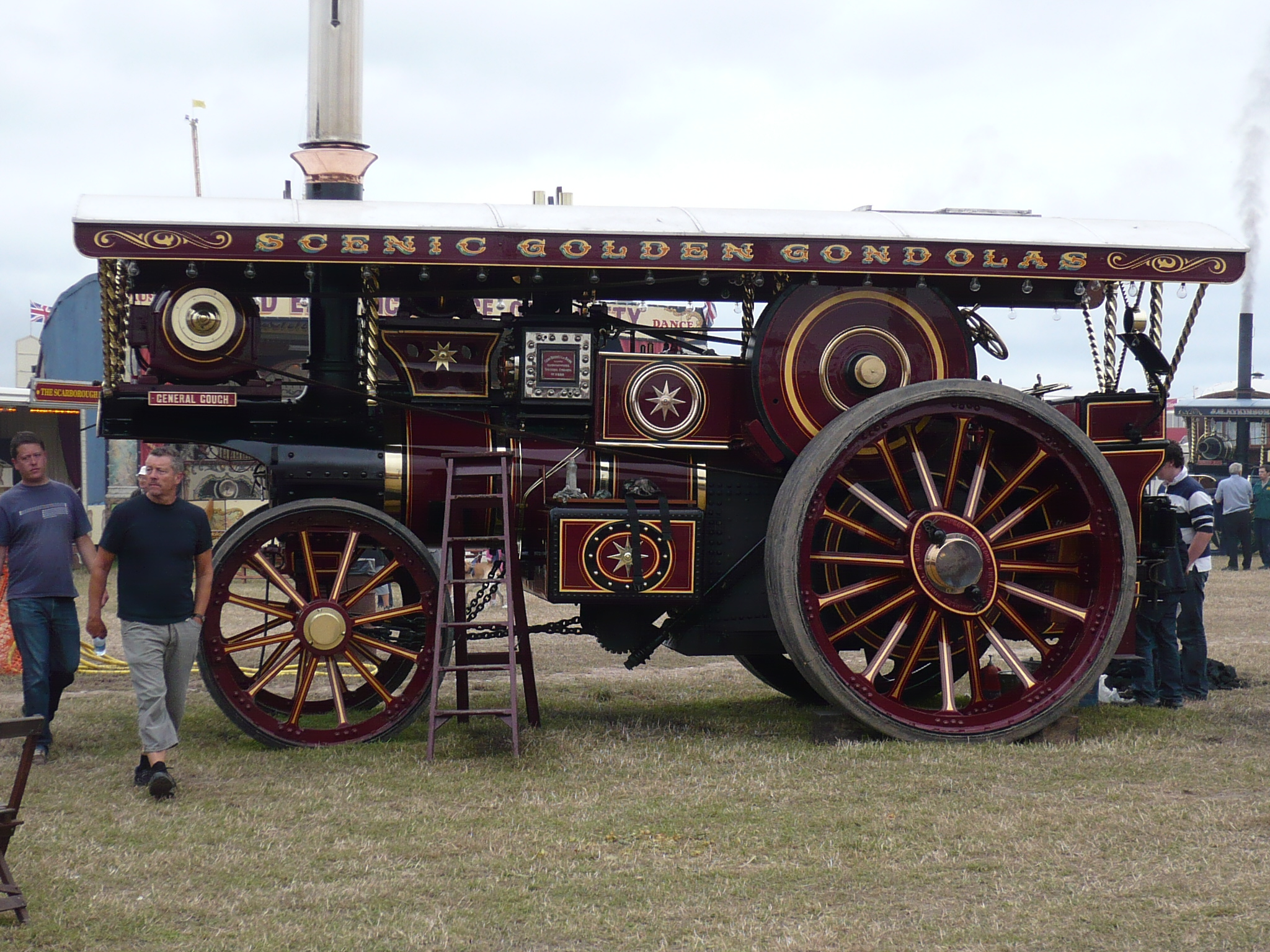
Showman’s Engine
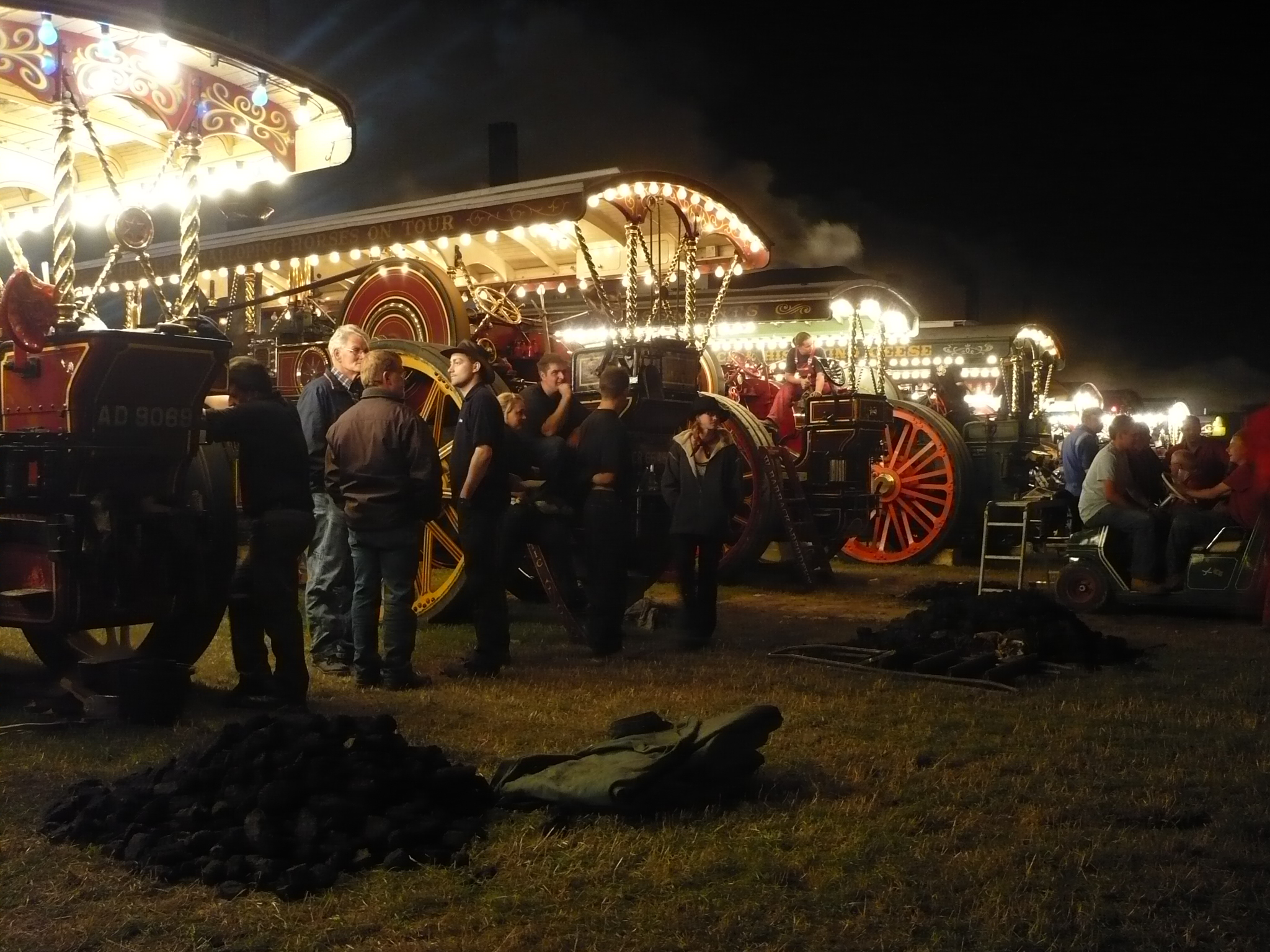
Showman’s Engines bei Nacht
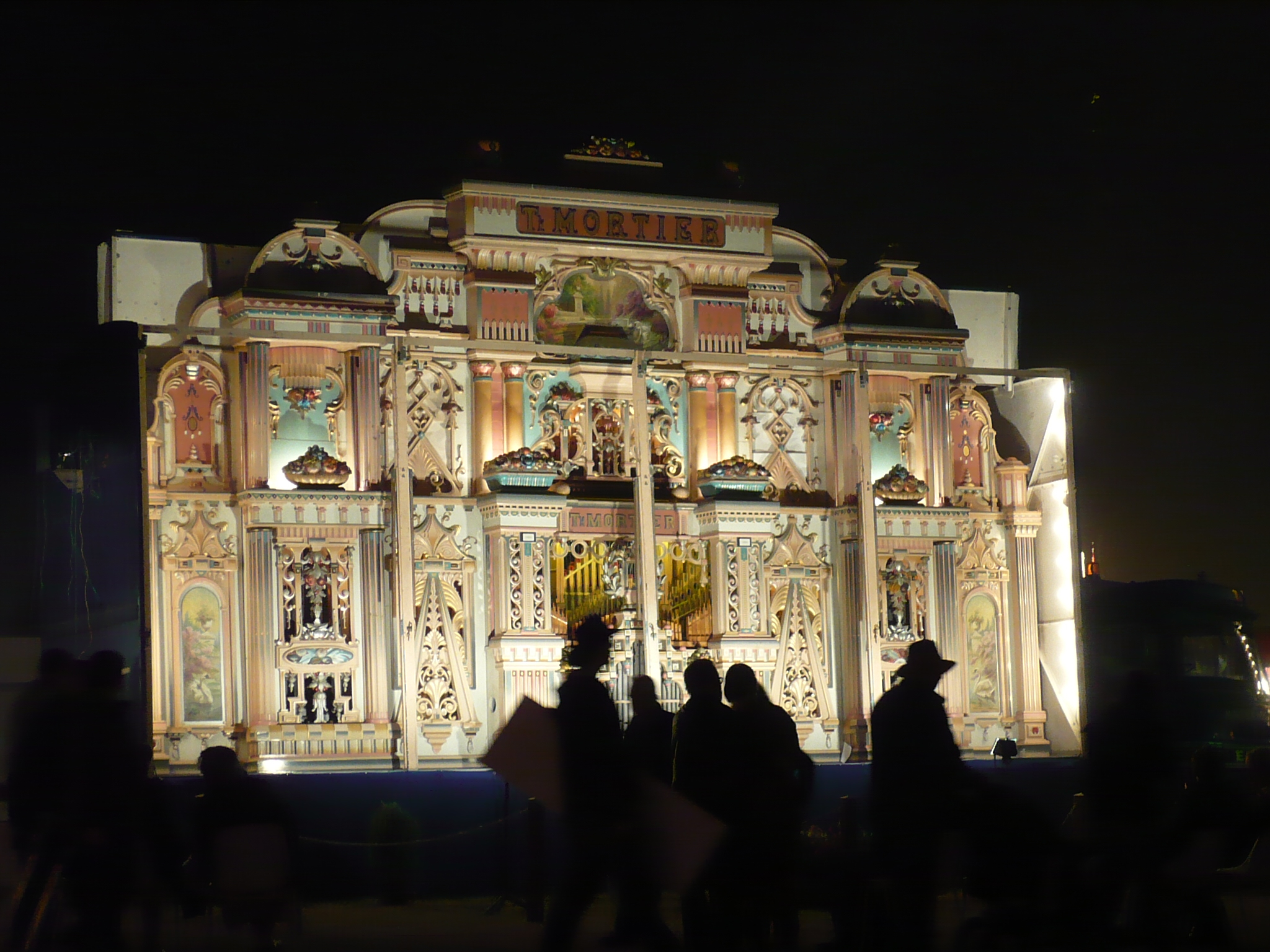
Jahrmarktsorgel
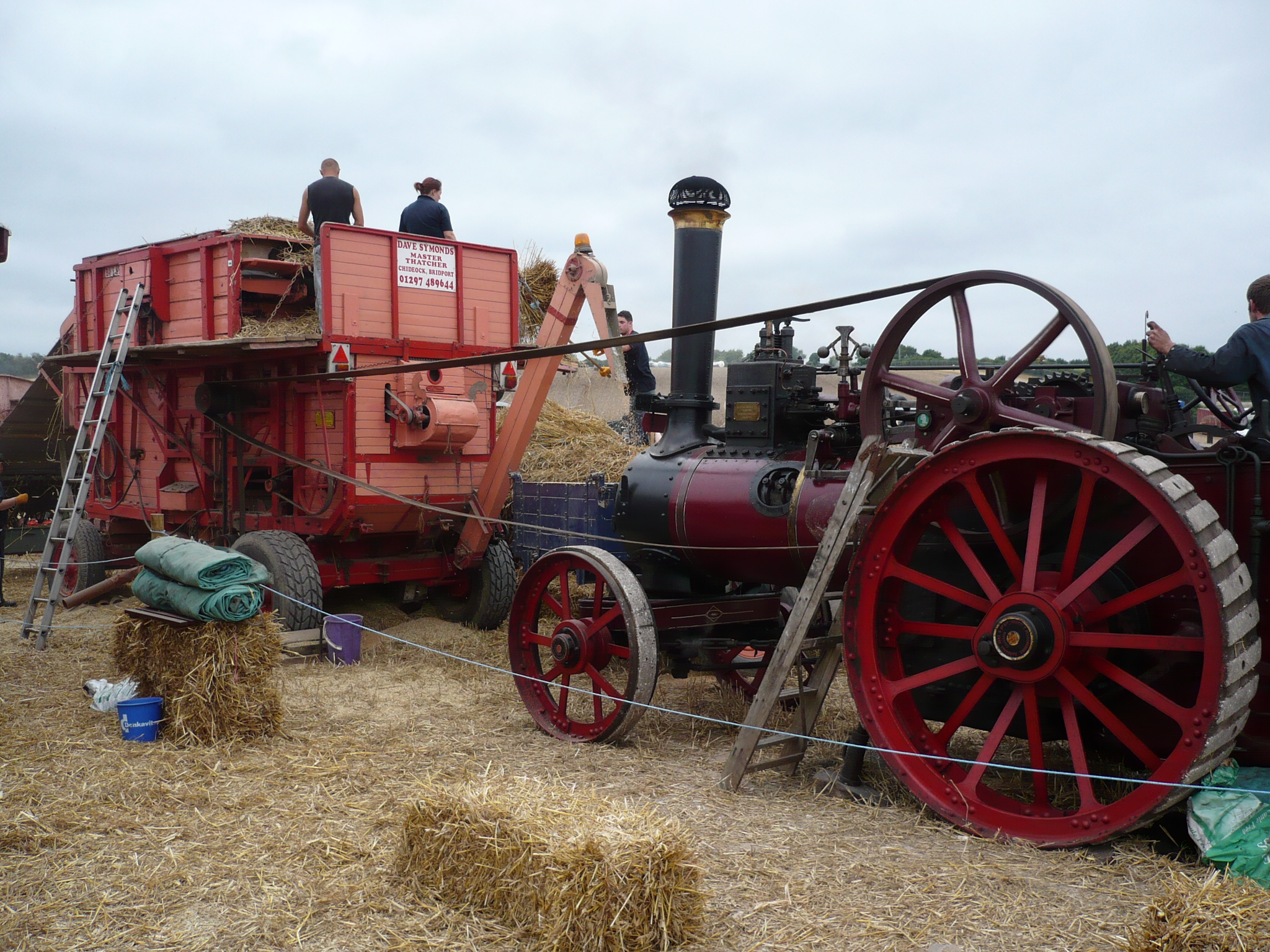
Vorführungen zum Getreidedreschen